# Francis Walker
Francis Walker (Southgate; 31 de julio de 1809- 5 de octubre de 1874 (Wanstead; Londres) fue un entomólogo inglés.
Walker es descrito como «el entomólogo más industrioso y productivo que la Gran Bretaña jamás produjo». En 1834 Walker fue director editorial de Entomological Magazine. Trabajó en el British Museum desde 1837 y allí se dedicó a catalogar insectos, entre 1848 y 1863, para lo cual realizó muchos viajes recolectando especímenes.
De las 101 publicaciones suyas que se conocen, pueden destacarse sus catálogos de ortópteros, neurópteros, homópteros, dípteros, lepidópteros e himenópteros.